# Żołtarz Dawida proroka
Żołtarz Dawida proroka – swobodne tłumaczenie Psalmów dokonane przez Walentego Wróbla w pierwszej połowie XVI wieku.
Przekład powstał przed 1528. Inicjatorką powstania przekładu była wojewodzina poznańska Katarzyna z Szamotuł Górkowa. Rękopiśmienna wersja cieszyła się dużą popularnością i była często kopiowana. Zachował się rękopis w kodeksie przechowywanym w Bibliotece Kórnickiej oraz odpis z 1536 w Bibliotece Jagiellońskiej. Pierwsze wydanie drukowane, zatytułowane Żołtarz Dawidow przez mistrza Walentego Wróbla z Poznania na rzecz polską wyłożony, ukazało się w Krakowie w 1539 nakładem Heleny, wdowy po Florianie Unglerze. Wydanie to zostało zredagowane przez Andrzeja Glabera (Wróbel zmarł w 1537). Dokonał on drobnych przeróbek oraz poprzedził książkę wstępem w formie Listu dedykacyjnego dla Piotra Kmity. W tym samym 1539 ukazało się również wydanie książki w drukarni Szarfenbergów, zaś kolejne wydania ukazywały się w 1540, 1543, 1547 i kolejnych latach.
Tekst psałterza ma charakter bardziej parafrazy niż dokładnego tłumaczenia. Psalmy opatrzone są komentarzami zawierającymi dosłowne objaśnienia utworów, słów i zwrotów, objaśnienia moralne, przenośne i wskazanie znaczeń rozumianych jako zapowiedź zdarzeń Nowego Testamentu.